# Liste der Bodendenkmäler in Vettweiß
Die Liste der Bodendenkmäler in Vettweiß enthält die denkmalgeschützten unterirdischen baulichen Anlagen, Reste oberirdischer baulicher Anlagen, Zeugnisse tierischen und pflanzlichen Lebens und paläontologischen Reste auf dem Gebiet der Gemeinde Vettweiß im Kreis Düren in Nordrhein-Westfalen (Stand: Oktober 2020). Diese Bodendenkmäler sind in Teil B der Denkmalliste der Gemeinde Vettweiß eingetragen; Grundlage für die Aufnahme ist das Denkmalschutzgesetz Nordrhein-Westfalen (DSchG NRW).
| Bild | Bezeichnung                                       | Lage        | Beschreibung | Bauzeit | Eingetragen seit | Denkmal- nummer |
| ---- | ------------------------------------------------- | ----------- | ------------ | ------- | ---------------- | --------------- |
|      | Grabhügel im Bereich Schafsmaar in Vettweiß       | Vettweiß    |              |         | 21.02.1986       | Ve.-1           |
|      | Wasserburg, Wasserschloß Froitzheim               | Froitzheim  |              |         | 01.08.1984       | Froi.-1         |
|      | „Motte Frangenheim“                               | Froitzheim  |              |         | 21.05.1985       | Froi.-2         |
|      | Burgus- und Villenbereich „Auf dem Dülles“        | Froitzheim  |              |         | 30.03.1987       | Froi.-3         |
|      | Röm. Wasserleitung / Quellfassung „Heiliger Pütz“ | Froitzheim  |              |         | 30.12.1997       | Froi.-4         |
|      | Bunkeranlage                                      | Ginnick     |              |         | 22.01.1987       | Gi.-1           |
|      | Damm                                              | Ginnick     |              |         | 06.04.1988       | Gi.-2           |
|      | Motte, Burg, Wolfsmaar Soller                     | Soller      |              |         | 01.08.1984       | So-1            |
|      | Töpferei, Brunnen und Wasserleitung in Soller     | Soller      |              |         | 01.06.1987       | So-2            |
|      | Töpferei, Brunnen und Wasserleitung in Soller     | Soller      |              |         | 28.10.1996       | So.-2a          |
|      | römische Siedlungsstelle                          | Kelz        |              |         | 30.09.1985       | Ke.-1           |
|      | Wasserburg, Hof – Dunkelsburg                     | Lüxheim     |              |         | 17.11.2005       | Lü.-1           |
|      | mittelalterliche Burganlage                       | Gladbach    |              |         | 23.09.1986       | Glad.-1         |
|      | Grabenanlage                                      | Müddersheim |              |         | 29.01.1988       | Mü.-1           |
|      | Grabenanlage                                      | Müddersheim |              |         | 29.01.1988       | Mü.-2           |
|      | Schenkenburg                                      | Disternich  |              |         |                  | Di.-1           |
|      | Grabenanlage – Grachthof                          | Sievernich  |              |         | 13.09.1985       | Sie.-1          |
|      | Burg Sievernich – Wasserburg                      | Sievernich  |              |         | 18.02.1986       | Sie.-2          |